# Maria Kristoffersson
Maria Kristoffersson (1968) è un'ex sciatrice alpina svedese.

## Biografia
La Kristoffersson prese parte ai Mondiali juniores di Bad Kleinkirchheim 1986 e vinse la medaglia d'oro nel supergigante ai Campionati svedesi nel 1988; non prese parte a rassegne olimpiche né ottenne piazzamenti in Coppa del Mondo o ai Campionati mondiali.

## Palmarès

### Campionati svedesi
- 1 oro (supergigante nel 1988)[1]